# Rio Grande City
Rio Grande City är administrativ huvudort i Starr County i Texas. 1926 fick orten status som stad för första gången efter en omröstning. Staden skuldsattes under den stora depressionen och väljarna ångrade sig i en ny omröstning i maj 1933. Sedan 1993 har Rio Grande City status som stad på nytt. Enligt 2020 års folkräkning hade staden en befolkning på 15 317 invånare